# Episodi di Yu Yu Hakusho (serie televisiva)
La prima stagione della serie televisiva Yu Yu Hakusho, composta da 5 episodi, è stata interamente pubblicata su Netflix, in tutti i paesi in cui è disponibile, il 14 dicembre 2023.
| n° | Titolo originale | Titolo italiano | Pubblicazione    |
| -- | ---------------- | --------------- | ---------------- |
| 1  | Episode 1        | Episodio 1      | 14 dicembre 2023 |
| 2  | Episode 2        | Episodio 2      | 14 dicembre 2023 |
| 3  | Episode 3        | Episodio 3      | 14 dicembre 2023 |
| 4  | Episode 4        | Episodio 4      | 14 dicembre 2023 |
| 5  | Episode 5        | Episodio 5      | 14 dicembre 2023 |

## Episodio 1
Yusuke Urameshi, 17 anni, scopre di essere morto dopo aver salvato un ragazzino dall'essere investito da un automobilista fuori controllo. Quattro ore prima, Yusuke uno dei delinquenti della sua scuola, salva un ragazzo da dei bulli. Tuttavia, viene accusato di essere il colpevole e lascia la scuola. Viene mostrata un fosso con una minuscola creatura che emerge da essa, che proviene dal Mondo dei Demoni. Questa creatura infetta l'autista del camion che uccide Yusuke. A Yusuke viene offerta la possibilità di essere resuscitato se accetta di essere un detective nel mondo degli spiriti, cosa che fa dopo aver appreso che la sua migliore amica, Keiko, si rende colpevole della sua morte. Yusuke scopre che il ragazzo della sua scuola che ha salvato in precedenza è ora infettato da una creatura proveniente dal Mondo Demoniaco. Deve salvarlo prima che si trasformi in una creatura malvagia. Usando la sua Energia Spirituale, Yusuke salva il ragazzo. La sua prossima missione è quella di recuperare tre reliquie che cadono nelle mani di un trio di yokai.

## Episodio 2
Yusuke incontra il primo ladro, Goki, che possiede la Sfera Rapaci, che gli permette di rubare le anime dei bambini di cui si nutre. Yusuke litiga con Goki e alla fine usa la sua Energia Spirituale per sconfiggerlo, restituendo le anime ai bambini. Yusuke incontra poi il secondo ladro, Kurama, che possiede lo Specchio delle Tenebre, che consente ai suoi utenti di avere qualsiasi desiderio vogliano, ma devono pagare con la propria vita. Kurama esprime il suo desiderio (salvare sua madre umana che sta morendo) ma Yusuke salta nello specchio con lui e dà metà della sua vita per salvare Kurama in modo che la madre di Kurama non pianga per la sua morte, come sua madre ha fatto per la sua. Kuwabara, che è il compagno di classe e rivale di Yusuke, può vedere tutte le cose soprannaturali che Yusuke fa. Il terzo ladro, Hiei, che ha rubato la Lama dell'Evocatore, che garantisce all'utilizzatore l'abilità desiderata, usa la lama per darsi un terzo occhio. Usa il terzo occhio e una Lacrima di Ghiaccio per trovare una seconda Lacrima di Ghiaccio che proviene da uno yokai imprigionato.

## Episodio 3
Yusuke viene sconfitto da Hiei, che lo lascia vivo. Tarukane, l'uomo che ha venduto il fosso al miliardario Sakyo in cambio dello yokai, si trasferisce sull'isola fortificata di Sakyo per sicurezza. Sakyo assegna ai fratelli Toguro il compito di proteggere Tarukane, braccato da Hiei. Viene rivelato che lo yokai imprigionato è la sorella minore di Hiei, Yukina. Yusuke e Kuwabara iniziano ad allenarsi con la Maestra Genkai. L'Energia Spirituale di Yusuke cresce e anche Kuwabara impara ad usarla e a formare la Spada Astrale. Genkai dà a Yusuke la sfera dell'onda spirituale. Toguro minore, uno yokai ed ex amico di Genkai, la combatte e la uccide. Sakyo tenta di creare una grande spaccatura nella fossa tra il Mondo Demoniaco e il Mondo Umano. Intanto Toguro maggiore rapisce Keiko e Kurama scopre che lei e la sorella di Hiei sono detenute nella fortezza dell'isola di Sakyo. Kurama, Hiei, Yusuke e Kuwabara si alleano e si dirigono verso l'isola per salvarli.

## Episodio 4
Hiei e Kurama combattono rispettivamente contro gli yokai Bui e Karasu, mentre i ricchi umani che Sakyo ha invitato sull'isola scommettono sui risultati. Yusuke e Kuwabara continuano a cercare Yukina e Keiko. Yukina guarisce una ferita sulla mano di Keiko e le dice che non tutti gli yokai sono malvagi. Keiko finge di essere malata e mette fuori combattimento una guardia che la controlla, fuggendo con Yukina. Hiei e Kurama vincono le loro battaglie, ma sono entrambi gravemente feriti. Kuwabara trova Yukina e Keiko e inizia a combattere contro Toguro maggiore, che può rigenerare qualsiasi parte del suo corpo. Sakyo dice a Yusuke che libererà Keiko se riuscirà a battere Toguro minore, lo yokai che ha ucciso Genkai. Sakyo riesce ad aprire un portale verso il Mondo dei Demoni attraverso la fossa.

## Episodio 5
Il Piccolo Enma crea una barriera di scudi intorno alla fossa per impedire ai demoni di raggiungere il Mondo Umano e fa una scommessa con Sakyo; se il suo gruppo batte Toguro minore, Sakyo chiuderà la spaccatura. Hiei, Kurama e Kuwabara arrivano per aiutare Yusuke a combattere il giovane Toguro, che attacca suo fratello maggiore. Yukina guarisce la ferita mortale di Kuwabara. Toguro minore viene sconfitto dalla Spirit Gun di Yusuke. Persa la scommessa, Sakyo chiude la frattura e si suicida. Mentre il resto del gruppo torna a casa. In una scena a metà dei titoli di coda, Toguro maggiore viene mostrato vivo, ma solo la sua testa mozzata che lotta per rigenerarsi, su una spiaggia.